# Traité de Bâle (1499)
Pour les articles homonymes, voir Traité de Bâle.
Le traité de Bâle du 22 septembre 1499 marque la reconnaissance de la Confédération suisse par le Saint-Empire romain germanique et la fin des guerres de Souabe. Il marque aussi de facto l'indépendance des États de l'Italie du Nord vis-à-vis du Saint-Empire, hormis Venise et les États pontificaux qui étaient déjà indépendants ; les ducs de Savoie continueront cependant à reconnaître la suzeraineté, purement nominale, de l'Empire.